# 東海道富田の一里塚

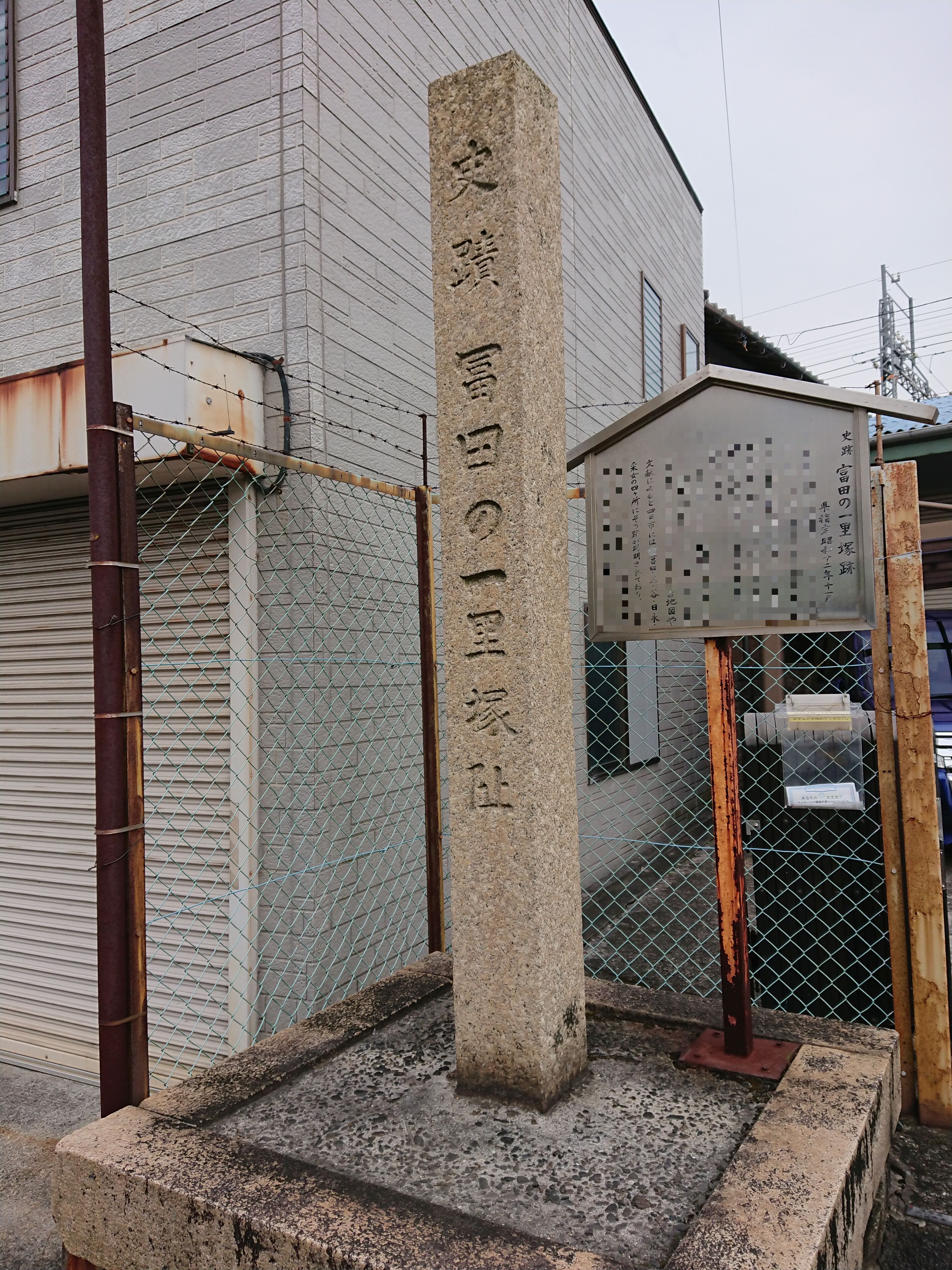
史跡「富田の一里塚跡」の石碑

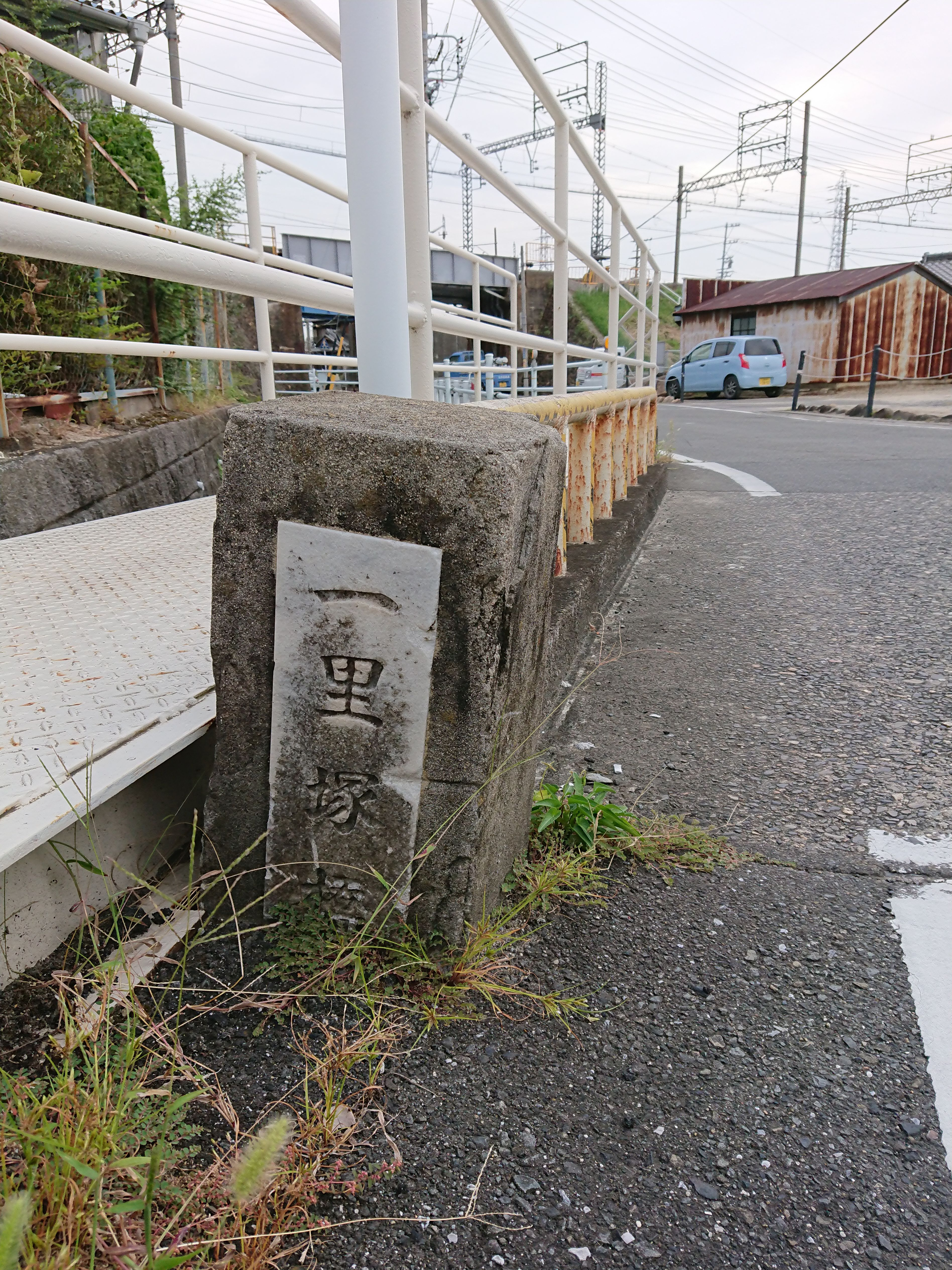
一里塚跡碑すぐそばの小川に架かる橋は「一里塚橋」と名付けられている。後方・柵の向こうに見える高架は近鉄名古屋線。

東海道富田の一里塚（とうかいどうとみだのいちりづか）は、三重県指定の史跡。江戸時代の東海道の一里塚の1つで桑名宿と四日市宿の中間の東富田村に位置した。所在地は四日市市富田3丁目20番地。

## 概要
一里塚は昔、街道の両側に一里（約4km）ごとに土を盛り上げて、えのき等の樹木を植えて旅人の目印にしたものである。江戸時代、五街道を中心に整備されたものがよく知られる。
富田の一里塚の歴史は古く、1582年（天正10年）に伊勢国を支配していた織田信長が36町歩を1里として定めて塚を建設し始めたのが由来である。徳川家康も東海道五十三次のルートに、1604年（慶長9年）より順次1里（約4km）の間隔の一里塚を設置した。東海道富田の一里塚は、朝明郡東富田村の外側の外れ（現在の四日市市富田西町連合自治会内、近鉄名古屋線鉄橋付近）に立地していた。現在は『史跡富田の一里塚跡』の石碑が建設されている。富田の一里塚は、東海道の街道の両側に相対して3m位に土盛りがされていて、山手側に榎が1本と松1本と、反対側に榎が1本が植林されていた。この木陰で旅人が旅の疲れを癒していた。
近代化した明治時代以降は、鉄道や道路などの交通機関等の発展によりほとんどの一里塚が取り除かれてしまい、四日市市においても一里塚の面影をみることができなくなった。古い時代の地図や古文書など文献によると四日市市内には以下の一里塚があった。
- 富田の一里塚
- 三ツ谷の一里塚
- 日永の一里塚
- 采女の一里塚

これらのうち富田と日永の跡地は三重県の史跡で、富田は1937年（昭和12年）11月に指定されている。